# Magyar katolikus egyháztörténeti kronológia
A Magyar katolikus egyháztörténeti kronológia tartalmazza a magyarországi katolikus egyház fontosabb eseményeit, amelyeket az aktuális politika, illetve az egyházhoz való egyes személyiségek történelmi viszonyulása határozott meg. Emellett az adott korszakra adott katolikus törekvéseket szedi időrendbe.

## Előzmény Pannóniában
- 381-ben az aquileiai zsinat elismert Pannóniában működő érsekségeket.

## A középkorban
- 1001-től I. István király több érsekséget és püspökséget szervez az országban (Esztergom, Pécs, Kalocsa, Erdély, Várad, Veszprém, Győr, Vác, Eger, Csanád).
- 1003 után Querfurti Brúnó (más néven: Bonifác) német szerzetes több hittérítő utat tesz Magyarországon.
- 1020 körül indul el az egyházi oktatás.
- 1046-ban tör ki a Vata-féle pogánylázadás, mely során Gellért püspök vértanúhalált hal (1046. szeptember 25.).
- 1055-ben I. András királyunk Tihanyban bencés monostort alapít, melynek alapító oklevele az első magyar nyelvemlékünk.
- 1083-ban  felavatják a magyar egyház első szentjeit, köztük I. István, Magyarország államalapító és egyházszervező királyát.
- 1092-ben A magyar egyház I. (Szent) László király elnöklete alatt zsinatot tart Szabolcson.
- 1116 előtt kiadják Kálmán király ún. II. törvényét, mely a zsidók és a keresztények közötti kapcsolatok kérdéseit rendezi.
- 1279-ben Fülöp pápai legátus kihirdeti a budai zsinatnak a magyar egyház belső életét szabályozó végzéseit, és kiközösíti IV. (Kun) László királyt, az országra interdiktum-ot (kiátkozást) hirdet. A királlyal később kibékül.
- 1356-ban egy pápai levél Nagy Lajos királyt „Krisztus védőpajzsának, az Úr athlétájának” nevezte a Pápai Állam katonai támogatása elismeréseként.
- 1378-ban az egyházszakadás során Magyarországon a „törvényes” római pápát ismerték el és támogatták.
- 1403-ban azonban Zsigmond király hatalmi harcok következtében nem ismerte el a pápák hatalmát, és kiadta az ún. királyi tetszvényjogot tartalmazó rendeletét.

## Legújabb korban
- 1919-ben augusztusában megalakul a Keresztény Szociális Gazdasági Párt, mely néhány hónap múlva október 24-én egy egyesített néven a Keresztény Nemzeti Egyesülés Pártja, (KNEP) néven egyesül a Keresztény Nemzeti Párttal.
- 1920 január 26-i szavazáson a KNEP 76 képviselőt küld a nemzetgyűlésbe.
- 1925 decembere, a KNEP egyesül az Országos Keresztényszocialista Párttal és visszatérnek régi nevükre - egy szócserével -, és a nevük Keresztény Gazdasági és Szocialista Párt (KGSZP) lett.
- 1930 április 5. - november 16. Ünnepség sorozat Szent Imre halálának 900. évfordulóján.
- 1930 június 2. Apostoli buzdítás a pápától "Nono exeunte saeculo" címmel, a magyaroknak Szent Imre erényeire való buzdítás.
- 1938 Az egyház megrendezi a Szent István halálának 900. évfordúlóját, és a 34. Eucharisztikus világkongresszust május 26-29-ig a Hősők terén, ahol százezrek gyűltek össze.
- 1943 március 21. Serédi Jusztinián hercegprimás böjti körlevelében tiltakozott a fajirtás, deportálás és népirtás ellen.
- 1944. október 24. Serédi hercegprimás törvénytelennek nyilvánítja Szálasi uralmát. Október 27-én és november 4-i keresztény összefogással elérte, hogy Szálasi leállítsa a deportálást. Ez azonban nem jelentette azt, hogy biztonságba voltak a zsidók, mert a Szálasi különítmények túlkapásai folytatódtak a zsidóság ellen Budapesten.

### A II. világháború után
- 1945-ben az egyház földjeit államosítják.
- 1948 végén letartóztatják Mindszenty József bíborost és koncepciós perben elítélik. 1956-ban szabadították ki pár napra, majd az amerikai követségre menekült, ahonnan 1971-ben Rómába került. Élete végéig Bécsben élt.
- 1950-ben állami oldalról megvonják a szerzetesrendek java részének „működési engedélyét” (a gyakran használt „feloszlatás” pontatlan kifejezés ez esetben, mert az az egyházi hatóság általi megszüntetést jelentené), a rendek 1989-től működhetnek újra legálisan.
- 1950. augusztus 30-án a püspöki kar a kormánnyal a Vatikán hozzájárulása nélkül kötött (ezért egyházjogi szempontból nem szabályos) megállapodásban elismeri a Magyar Népköztársaság államrendjét és kötelezi magát, hogy nem engedi meg „a hívők vallásos érzületének és a katolikus egyháznak államellenes politikai célokra” való felhasználását.
- 1951-ben a püspöki kar elfogadja az ún. „állameskü” letételét az 1949-es alkotmányra, tudomásul veszi, hogy a főpapokat csak az Elnöki Tanács hozzájárulásával lehet kinevezni és kinyilvánítja, hogy helyesli a békepapi mozgalmat.
- 1964. szeptember 15-én A Szentszék és a magyar állam képviselői aláírják az ún. „részleges megállapodás”-t, mely lényegében az 1950-es, jogilag tisztázatlan státuszú dokumentum főbb pontjait szentesíti. Ennek nyomán lehetővé válik a megüresedett püspöki székek betöltése, az egyház és az állam viszonya azonban lényegében nem változik Magyarországon.
- 1969-ben vezetik be a II. vatikáni zsinat reformjait követő mai liturgiát a katolikus egyházban. Legnagyobb hatású újításai: a misézés ezentúl latin helyett a nép nyelvén történik, a miséző pap nem a híveknek háttal, hanem a néppel szemközt állva vezeti a szertartást, a szentírási olvasmányok három évenként visszatérő rendben (A, B és C év) követik egymást, egyszerűsödik és érthetőbbé válik a liturgia.
- 1989. június 30-án az Elnöki Tanács jogutód nélkül megszüntette az Állami Egyházügyi Hivatalt, egyúttal az egyházi állásokhoz való állami hozzájárulás kötelezettségét is (bizonyos kivételekkel, például a püspöki kinevezések esetében).Július 1-jén megszűnt az egyházi kiadói tevékenység és sajtótermékek ellenőrzése.
- 1990. február 6-án Paskai László bíboros és Németh Miklós kormányfő közös nyilatkozatban bontották fel az 1950. augusztus 30-án aláírt egyezményt.[1]

### A rendszerváltás után
- 1990. június 6-án az egyházakról szóló 1990. évi IV. törvény alapján nyilvántartásba vették a Magyar Katolikus Egyházat.[1] Az év folyamán Magyarország diplomácia kapcsolatot létesített a Szentszékkel, a püspöki kar pedig „A keresztények részvétele a társadalmi megújulásban” című körlevelében összegezte az egyház előtt álló feladatokat.
- 1991-ben az Országgyűlés törvényben szabályozza az államosított egyházi ingatlanok tulajdonviszonyának rendezését.[2] II. János Pál pápa apostoli látogatást tett Magyarországon, melynek állomásai Budapest, Esztergom, Pécs, Máriapócs, Debrecen és Szombathely voltak.[2]
- 1993. május 30-án kelt Hungarorum Gens kezdetű apostoli konstitúciója lefektette a magyarországi katolikus egyházmegyék jelenlegi határait;[3] több egyházmegye határai módosultak, két új egyházmegye – a debrecen-nyíregyházi és a kaposvári – és egy új érsekség – a veszprémi – jött létre.
- 1996-ban a pápa újra Magyarországra látogatott, és felkereste az 1000 éves fennállását ünneplő Pannonhalmi Bencés Főapátságot.[2]
- 1992-ben létrejött a Pázmány Péter Katolikus Egyetem.
- 1994-ben újra felállították a tábori püspökséget.
- 1997-ben a Vatikán és a Magyar Köztársaság megkötötte a Vatikáni szerződést, amely szabályozza az egyházi intézmények állami finanszírozását és az ingatlankárpótlás lezárását.[2]
- 2005-ben fellángolt a vita egyes egyházi személyeknek a kommunista diktatúra állambiztonsági szerveivel való együttműködéséről.[4]
- 2011-ben Magyarország új Alkotmánya kezdőmondata, Kölcsey himnuszának egy mondata: "Isten áldd meg a magyart."

## Lásd még
- Magyar katolikus egyház